# Horst Günter Marx
Horst Günter Marx (* 1. Dezember 1955 in Caputh) ist ein deutscher Schauspieler.

## Leben und Leistungen
Horst Günter Marx wurde 1955 in Caputh bei Potsdam geboren. Bereits in jungen Jahren entdeckte er seine Leidenschaft für die Schauspielerei, so spielte er schon mit zehn Jahren in einer Schülerlaiengruppe mit und verfasste später, mit zwölf Jahren, erste dramatische Texte. Dennoch entschied sich Marx nach bestandener Hochschulreife zunächst für eine Ausbildung zum Werkzeugmacher, gefolgt von einem einjährigen Journalistikvolontariat beim Deutschen Fernsehfunk (DFF). 1979 nahm er sein dreijähriges Schauspielstudium an der Hochschule für Schauspielkunst „Ernst Busch“ in Ost-Berlin auf, das er 1981 abschloss. Sein erstes Engagement führte ihn von 1981 bis 82 ans Theater Magdeburg. Schon nach einer Spielzeit wechselte er ans Theater Anklam, zu einem Ensemble von jungen Schauspielern, das sich 1982 um den in der DDR umstrittenen Regisseur Frank Castorf formierte. Während des kurzen Bestehens der „Anklamer Schauspielgruppe“ spielte Marx in den frühen Inszenierungen von Frank Castorf wie „Othello“, „Tartüff“ und „Der Auftrag“, arbeitete aber auch mit Regisseuren wie Herbert König und Peter Brasch. 1984 wurde das Ensemble seitens der SED-Behörden aufgelöst, weil dessen künstlerischen Arbeiten im krassen Widerspruch zur sozialistischen Kulturpolitik der DDR standen. Im selben Jahr wurde Marx, nachdem er einen Ausreiseantrag in die Bundesrepublik Deutschland gestellt hatte, inhaftiert und nach einem 18-monatigen Gefängnisaufenthalt in den Westen „abgeschoben“.
Von 1986 bis 1988 folgte eine Tätigkeit als Darsteller am Theater Basel, gleichzeitig startete er seine Filmkarriere in Jeanine Meerapfels Die Verliebten. 1987 bekam Marx die männliche Hauptrolle in dem erfolgreichen Kinofilm Die Venusfalle von Regisseur Robert van Ackeren an der Seite von Sonja Kirchberger. Mit diesem Streifen erlangte der Künstler seinen Durchbruch als Schauspieler und wurde 1989 dafür mit dem Max Ophüls Preis als bester Nachwuchsdarsteller ausgezeichnet. Seitdem arbeitet Marx sowohl für Kino- und Fernsehproduktionen als auch für diverse Theaterbühnen, wie beispielsweise die Volksbühne Berlin oder das Düsseldorfer Schauspielhaus.
Von 2006 bis 2008 war er auch als „Klaus Mertens“ in der Serie Tierärztin Dr. Mertens zu sehen.

## Filmografie (Auswahl)
- 1983: Schwierig sich zu verloben
- 1987: Die Verliebten
- 1988: Die Venusfalle
- 1989: Derrick (Fernsehserie, Folge Schrei in der Nacht)
- 1990: Die Zeugin (Fernsehfilm)
- 1991, 1996: Ein Fall für zwei (Fernsehserie, verschiedene Rollen, 2 Episoden)
- 1992: Die Angst wird bleiben (Fernsehfilm)
- 1993: Rosamunde Pilcher: Stürmische Begegnung (Fernsehfilm)
- 1993: Apfel im Moor (Psychothriller)
- 1995: Die Tote von Amelung (Fernsehdreiteiler)
- 1995: Mörderische Zwillinge (Fernsehfilm)
- 1996: Unbeständig und kühl (Fernsehfilm)
- 1996–2017: Alarm für Cobra 11 – Die Autobahnpolizei (Fernsehserie, verschiedene Rollen, Episoden)
- 1997: Küstenwache (Pilotfilm)
- 1997: Polizeiruf 110: Feuertod (Fernsehreihe)
- 1998: Letzte Chance für Harry
- 1998: Tatort: Der zweite Mann (Fernsehreihe)
- 1998: Tatort: Rosen für Nadja
- 1999: Tatort: Der Duft des Geldes
- 1999: Tatort: Todesangst
- 1999: Dr. Sommerfeld – Neues vom Bülowbogen (Fernsehserie, 2 Episoden)
- 2000: Tatort: Nach eigenen Gesetzen
- 2001: Die Wunde (Fernsehfilm)
- 2001: Endstation Tanke
- 2001: Das Schneeparadies
- 2001: Leidenschaft in dunklen Tagen (Tmavomodrý svet)
- 2001: Ein starkes Team: Lug und Trug (Fernsehreihe)
- 2001: Polizeiruf 110: Bis unter die Haut
- 2001: Zwei Männer am Herd (Fernsehserie, 6 Episoden)
- 2002: Gefährliche Nähe und du ahnst nichts (Fernsehfilm)
- 2003: Sperling: Sperling und der Mann im Abseits (Fernsehreihe)
- 2002–2015: In aller Freundschaft (Fernsehserie, verschiedene Rollen, 7 Episoden)
- 2003: Der Aufstand (Fernsehfilm)
- 2003: Mensch Mutter (Fernsehfilm)
- 2003: Milchwald
- 2004: Der Bulle von Tölz: Wenn die Masken fallen
- 2004: Edel & Starck (Fernsehserie, Episode Mutproben)
- 2005. Abschnitt 40 (Fernsehserie, Episode Sicherstellung)
- 2005: Auschwitz. Die Täter, die Opfer, die Hintergründe (Dokumentation)
- 2005: Rabenkinder (Fernsehfilm)
- 2005–2015: SOKO Wismar (Fernsehserie, verschiedene Rollen, 3 Episoden)
- 2006: Eine Krone für Isabell
- 2006: Rose unter Dornen (Fernsehfilm)
- 2006–2008: Tierärztin Dr. Mertens (Fernsehserie, 16 Episoden)
- 2006: Haiku (Kurzfilm)
- 2007: Mord in bester Gesellschaft (Fernsehfilm)
- 2008: Das Geheimnis im Wald (Fernsehfilm)
- 2008: Sklaven und Herren (Fernsehfilm)
- 2008: Die Klärung eines Sachverhalts (Kurzfilm)
- 2009, 2016: Schloss Einstein (Fernsehserie, verschiedene Rollen, 2 Episoden)
- 2009: Krupp, eine deutsche Familie (Fernsehdreiteiler)
- 2009: Nachtschicht – Wir sind die Polizei (Fernsehreihe)
- 2009: SOKO Köln (Fernsehserie, Episode Tod einer Schriftstellerin)
- 2010: SOKO Stuttgart (Fernsehserie, Episode Entmündigt)
- 2010: SOKO Kitzbühel (Fernsehserie, Episode Herzflimmern)
- 2010: Rosa Roth: Das Angebot des Tages (Fernsehreihe)
- 2010: Empathie (Fernsehfilm)
- 2011: Inga Lindström: Frederiks Schuld (Fernsehreihe)
- 2011: Polizeiruf 110: Die verlorene Tochter
- 2012: Russisch Roulette (Fernsehzweiteiler)
- 2012: Wilsberg: Halbstark (Fernsehreihe)
- 2013: Der letzte Bulle (Fernsehserie, Episode Romeo und Julia)
- 2013: Eine unbeliebte Frau (Fernsehreihe)
- 2013: Millionen
- 2013: Tatort: Machtlos
- 2013: Weissensee (Fernsehserie, Episode Der verlorene Sohn)
- 2014: Die Kunst des Verlierens (Kurzfilm)
- 2014: Toilet Stories
- 2014: Der Mann ohne Schatten
- 2014: Schönefeld Boulevard
- 2015: Heldt (Fernsehserie, Episode Carlos letzte Liebe)
- 2015: Notruf Hafenkante (Fernsehserie, Episode Scheißtag)
- 2015: Käthe Kruse (Fernsehfilm)
- 2015: Tatort: Frohe Ostern, Falke
- seit 2015: In aller Freundschaft – Die jungen Ärzte (Fernsehserie)
- 2017: Die Unsichtbaren – Wir wollen leben
- 2017: Notruf Hafenkante (Fernsehserie, Episode Die Nervensäge)
- 2018: Solo für Weiss – Es ist nicht vorbei
- 2019: Der Kriminalist (Fernsehserie, Episode Der Fall Bruno Schumann)
- 2019: In aller Freundschaft – Die jungen Ärzte – Ganz in Weiß (Fernsehfilm)
- 2020: SOKO Kitzbühel (Fernsehserie, Episode Die Freiheit am Ende)
- 2020: Helen Dorn: Kleine Freiheit (Fernsehreihe)
- 2021: Frida (Kurzfilm)
- 2021: Um Himmels Willen (Fernsehserie, Episode Hochzeitswahn)
- 2024: Finsteres Herz – Die Toten von Marnow 2 (Fernsehserie)